# Viktor Ruban
Viktor Ruban (în ucraineană Віктор Рубан; n. 24 mai 1981, Harkov, RSS Ucraineană, URSS) este un arcaș ce a reprezentat Ucraina, medaliat olimpic. A participat la 4 ediții ale Jocurilor Olimpice (2004, 2008, 2012, 2016) în care a câștigat o medalie de aur și o medalie de bronz.